# Teodoro Braga
Teodoro José da Silva Braga, mais conhecido como Teodoro Braga (Belém, 8 de junho de 1872 — São Paulo, ? de setembro de 1953) foi um pintor, educador, historiador, escritor, geógrafo e advogado brasileiro.

## Biografia
Pintor, educador, historiador, geógrafo e advogado, Theodoro José da Silva Braga formou-se bacharel pela Faculdade de Direito do Recife. Enquanto estudava Direito, tinha aulas particulares de pintura com Telles Júnior.  Uma vez diplomado, viajou para o Rio de Janeiro onde foi aplicado aluno da Escola Nacional de Belas Artes (ENBA) na década final do século XIX. Em 1921, fixou residência em São Paulo, onde atuou como professor no Instituto de Engenharia Mackenzie e na Escola de Belas Artes. Assumiu o cargo de diretor da escola, ocupando-o até seu falecimento. 

### Em Paris
Em 1899, conquistou o cobiçado Prêmio de Viagem ao Estrangeiro, oferecido anualmente ao autor da melhor obra exposta no Salão Nacional de Belas Artes, organizado pela instituição. Passou a maior parte de sua estadia européia em Paris, onde foi aluno, na Academia Julian, de Jean-Paul Laurens, vinculação que se evidencia no perene interesse de Teodoro pela pintura de temas históricos e literários. 
Theodoro Braga foi personagem de grande importância no panorama artístico do Pará, como intelectual que se empenhou em atividades relacionadas com o ensino e a crítica de arte. Dedicou-se à pesquisa de temas da história e cultura regional, em particular da chamada arte marajoara, transpondo-os para a pintura, para as artes decorativas e para a arquitetura. Também teve uma destacada atuação em São Paulo, onde lecionou na Escola de Belas Artes, da qual foi diretor.

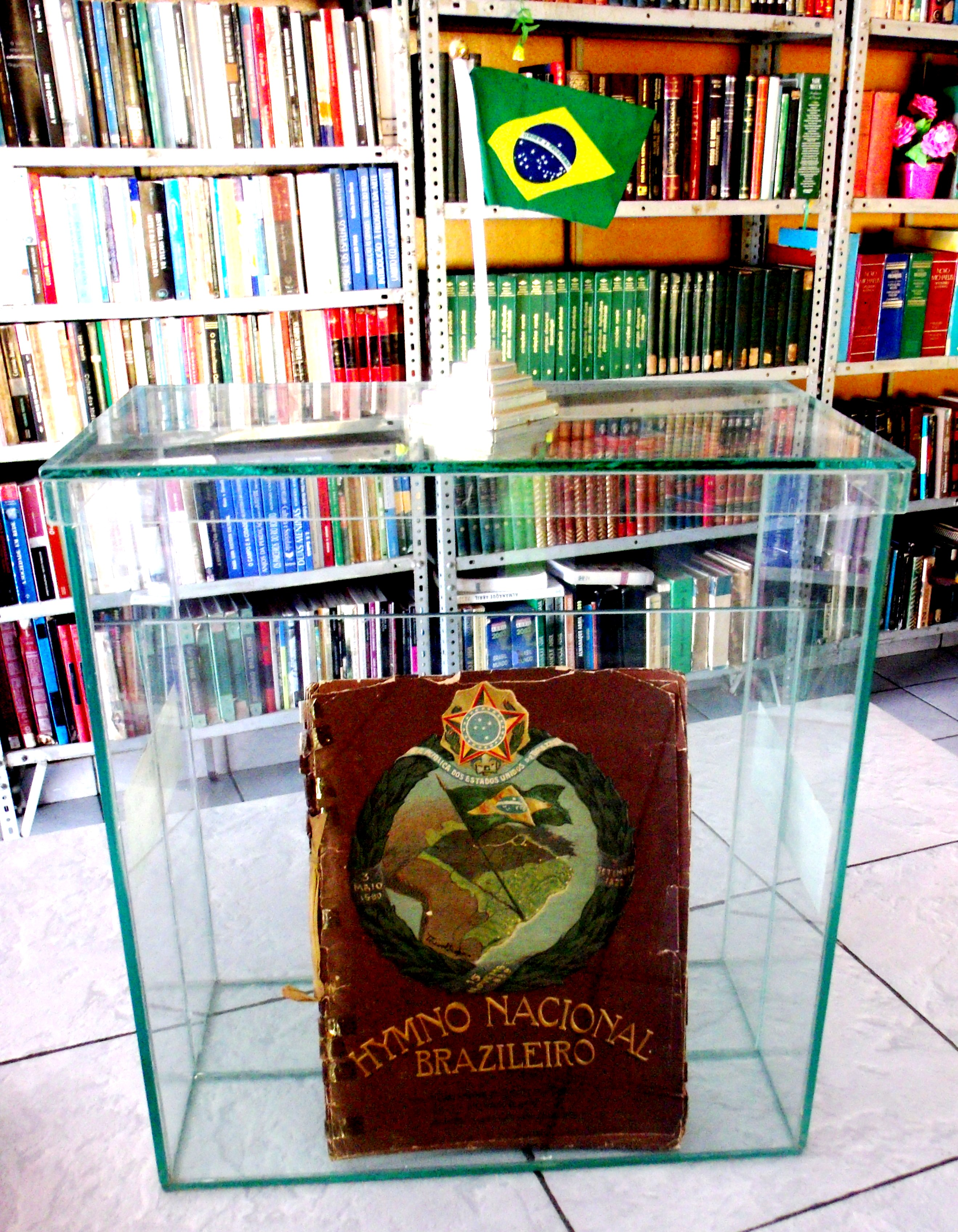
Rara obra de Teodoro Braga de 1922, trata-se de um trabalho em art nouveau sobre o Hino Nacional Brasileiro.

## Publicações
- A Arte no Pará, 1888-1918: Retrospecto Histórico dos Últimos Trinta Anos (1918)
- Hymno Nacional Brazileiro - Homenagem ao Brazil e aos brazileiros pelo primeiro centenário[2] (1922)[3]
- Problemas Usuais de Desenho Linear Geométrico (1930)
- Artistas Pintores do Brasil (1942)
- Desenho linear geométrico (1951)
- "O municipio de Breves (1738-1910) : monographia organisada com o estudo feito sobre documentos officiaes e obras vulgarisadas" (1911)